# Masaya Honda
Masaya Honda (jap. 本田 将也 Honda Masaya; ur. 20 listopada 1973) – japoński piłkarz występujący na pozycji pomocnika.

## Kariera klubowa
Od 1996 do 1999 roku występował w klubie Kyoto Purple Sanga.